# Musée de l'Amérique
Le musée de l'Amérique (Museo de América en espagnol) est un musée national situé à Madrid, en Espagne, et dépendant du ministère de la Culture. Y sont exposées des collections d'art, d'archéologie et d'ethnologie de l'Amérique depuis l'époque précolombienne à l'époque coloniale. L'idée de réunir de telles collections, envisagée depuis l'époque du Cardinal Cisneros, fut concrétisée par décret du 19 avril 1941.

## Histoire
Une fois créée l'institution en 1941, la collection fut exposée dans des salles du Musée archéologique national jusqu'à son transfert vers son emplacement définitif en 1962.
La construction du bâtiment du musée fut confiée en 1943 aux architectes Luis Martínez Feduchi et Luis Moya Blanco. Les travaux, qui commencèrent cette même année, s'achevèrent en 1954. Le projet entendait refléter par l'architecture l'œuvre missionnaire et civilisatrice de l'Espagne en Amérique, par le recours aux styles historiciste et néocolonial. Les éléments les plus marquants de ce dessein architectural sont l'arc de la façade, la tour rappelant les clochers baroques américains, et l'organisation de l'espace à l'image de celui d'un couvent. Les salles d'exposition s'organisent donc autour d'un cloître. Tous les éléments du projet ne purent cependant pas être réalisés.
Le musée fut officiellement inauguré en 1965, trois ans après le transfert des collections. Il demeura par la suite fermé entre 1981 et 1994, en raison de travaux de réaménagement.

## Collections
Les fonds conservés au musée sont d'origines diverses. Ils sont constitués de donations, de legs et d'acquisitions progressives, et essentiellement de collections autrefois déposées au Musée national d'archéologie. Jusqu'en 1868, ces pièces étaient entreposées au Musée national des sciences naturelles. En 1771, Charles III avait en effet fondé un Cabinet royal d'Histoire naturelle, dans lequel figurent des objets provenant des premières fouilles archéologiques et des expéditions scientifiques. Cette petite collection constitue le noyau originel du musée.
Les collections couvrent une période s'étendant depuis la Préhistoire jusqu'à nos jours ; l'essentiel est toutefois constitué de pièces d'archéologie précolombienne, d'ethnographie et d'art colonial. Elles rassemblent plus de 25 000 objets
L'exposition permanente est organisée en cinq parties :
- « La connaissance de l'Amérique » : cet espace cherche à présenter la façon dont s'est construite en Europe la connaissance du continent américain et de ses peuples, à travers l'exposition des mythes répandus jadis sur le Nouveau monde, des chroniques, des expéditions et de la cartographie.
- « La réalité de l'Amérique » : cette partie se veut être un exposé du peuplement de l'Amérique depuis les migrations originelles jusqu'au développement des différentes cultures autochtones, présentées chronologiquement.
- « La société » : cette partie évoque l'existence des différentes sociétés américaines : sociétés tribales et sociétés complexes. Y est traitée la vie quotidienne, à travers le logement, l'économie, l'organisation de la société, le pouvoir.
- « La religion » : dans cet espace sont exposées les principales divinités, ainsi que les mythes et lieux sacrés, les rites, les objets du culte, etc. Cette partie s'intéresse tout autant aux religions proprement américaines qu'à la religion catholique, implantée par les Européens.
- « La communication » : ici, l'exposition s'intéresse au développement de la communication écrite et orale en Amérique. Elle se base sur des codex, mais également sur les langues amérindiennes et l'espagnol.

L'exposition des objets d'art ou d'archéologie est complétée par des présentations audiovisuelles.
Les cultures les mieux représentées sont les cultures andines centrales, c'est-à-dire celles de l'ancien Pérou, aujourd'hui Pérou et Bolivie. Ce sont, de loin, celles qui sont le plus présentes, avec plusieurs milliers de pièces, et aussi les plus variées.

### Mésoamérique

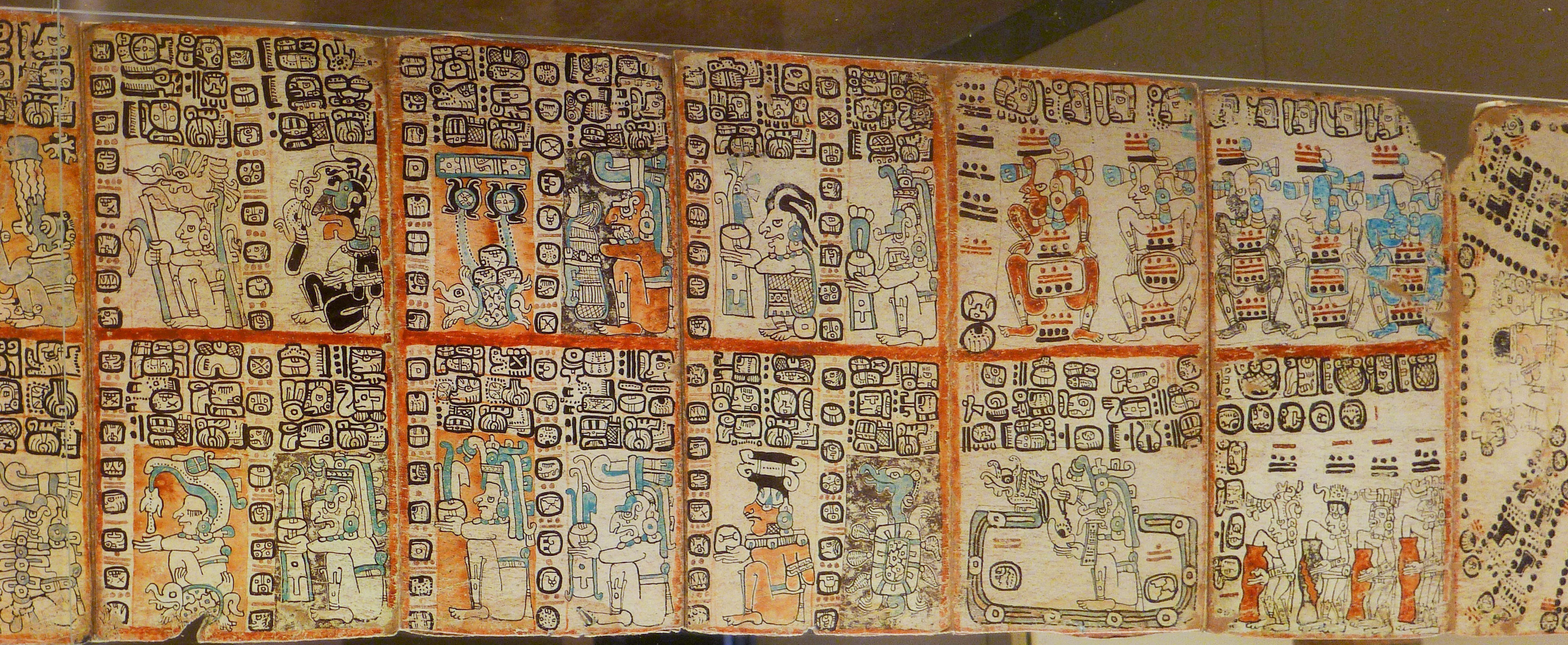
Fac-similé du Codex Tro-Cortesiano ou Codex de Madrid. Culture maya, 1250-1500, détail.

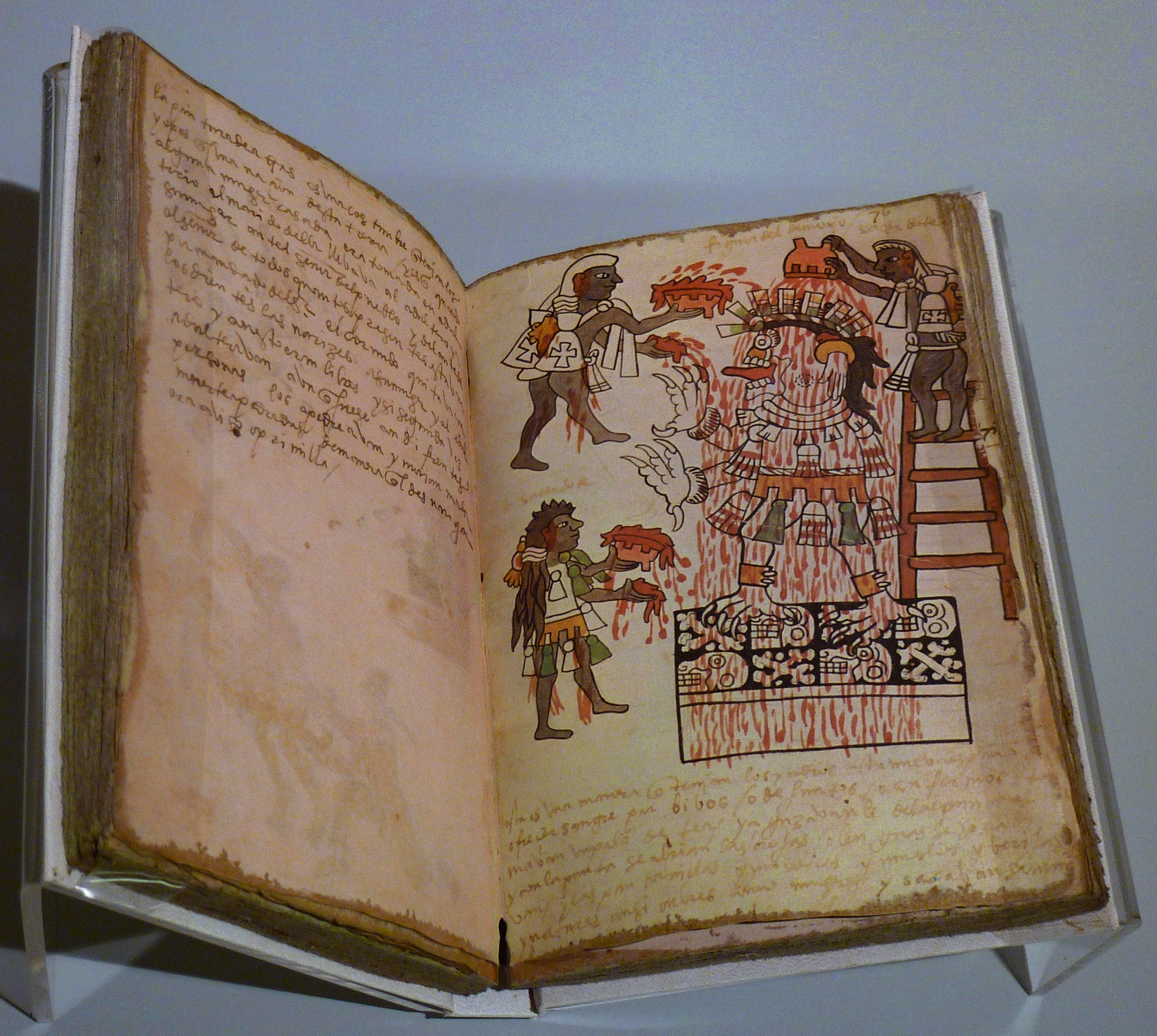
Fac-similé du Codex Tudela ou Codex du Musée de l'Amérique, Aztèque, 1553.

En 1872 eut lieu le premier achat d'une importante collection destinée au Musée archéologique national récemment créé, celle de José Ignacio Miró (es), composée de plus de deux cent cinquante pièces, dont seuls quatre étaient américains, mais parmi celles-ci il y avait - en plus de trois têtes de pierre mayas monumentales qui décoraient les bâtiments d'Uxmal (Mexique) - le petit fragment ou « Cortésien » du livre le plus important de la collection du musée et l'une des plus importantes pièces de la collection maya de l'institution, le Codex Tro-Cortesiano , ou Codex de Madrid, l'un des quatre seuls codices mayas conservés au monde, et de loin le plus étendu d'entre eux (l'autre fragment, le grand ou Troano, fut également acquis plus tard en 1888). L'autre œuvre maya très importante du musée est la stèle de Madrid, l'une des deux jambes qui soutenaient le trône du roi K'inich Janaab' Pakal I de Palenque. Il y a aussi plusieurs figures en céramique de l'île de Jaina.
De la collection aztèque se distingue le Codex Tudela (en) , ou Codex du Musée de l'Amérique , acquis en 1948, le deuxième livre le plus important de la collection de l'institution après le Codex Tro-Cortesiano.
Il faut aussi noter, pour sa qualité et pour avoir comblé une lacune dans les collections, le legs du diplomate Luis Mariñas Otero (es), admis en 1989, composé de quatre-vingt-six pièces précolombiennes - quatre-vingt-cinq céramiques et une figure de pierre - de la région d'El Salvador.

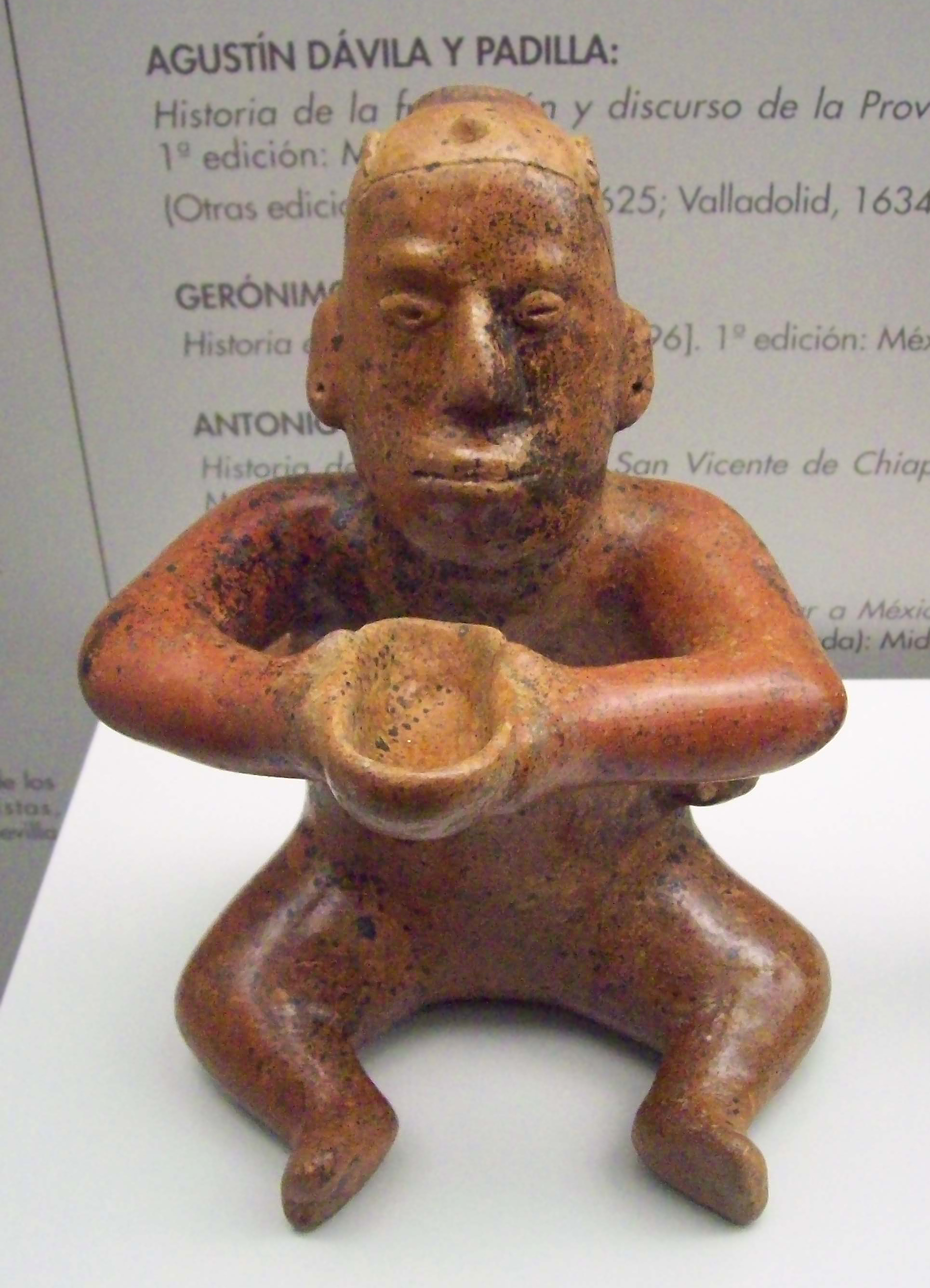
Figure masculine en céramique. Culture colima, Mexique, 400 av. J.-C. - 100 ap. JC
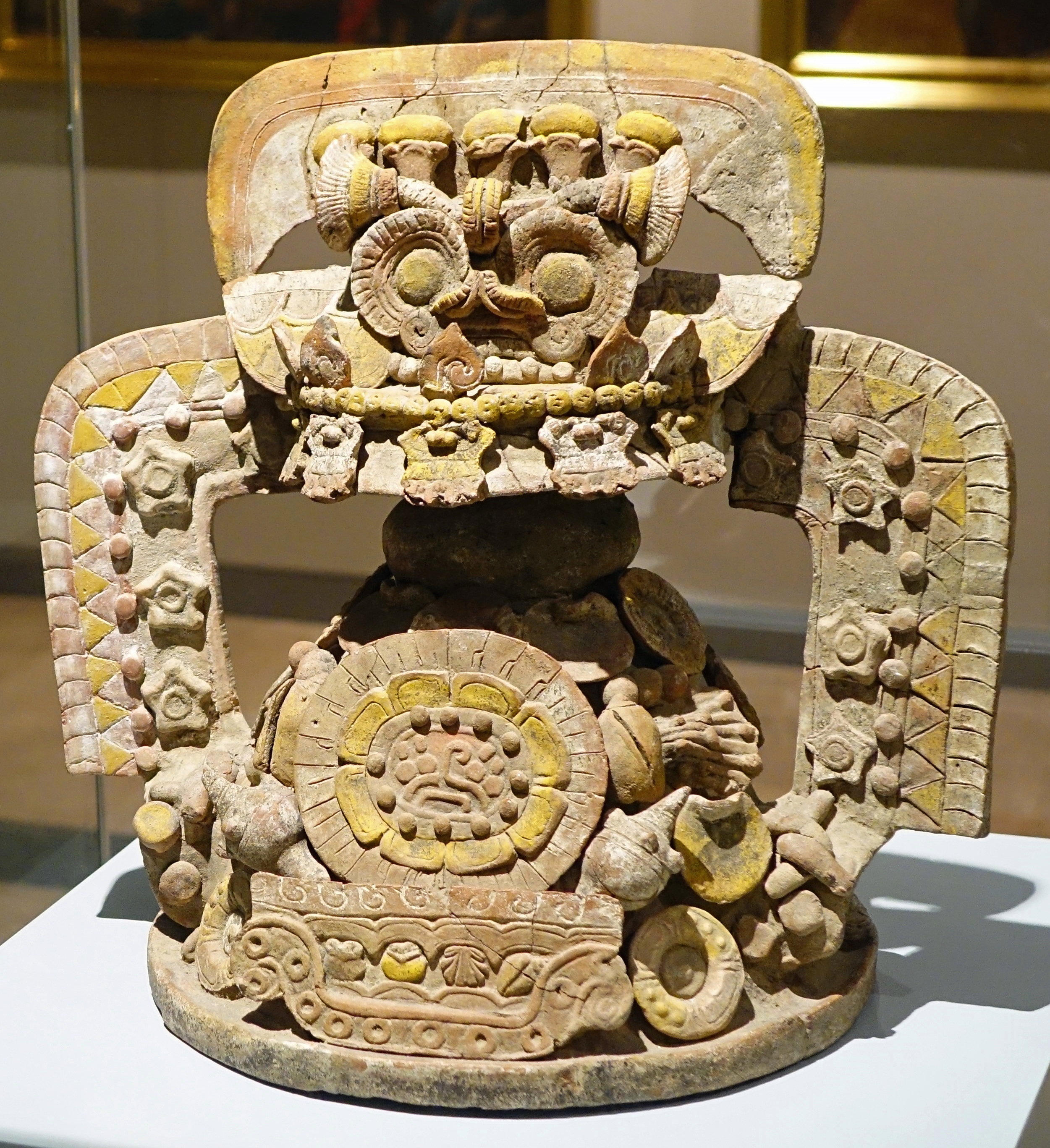
Couvercle d'encensoir avec représentation du dieu de la pluie Tláloc. Teotihuacán, phase Xolalpan (400-650), Mexique.
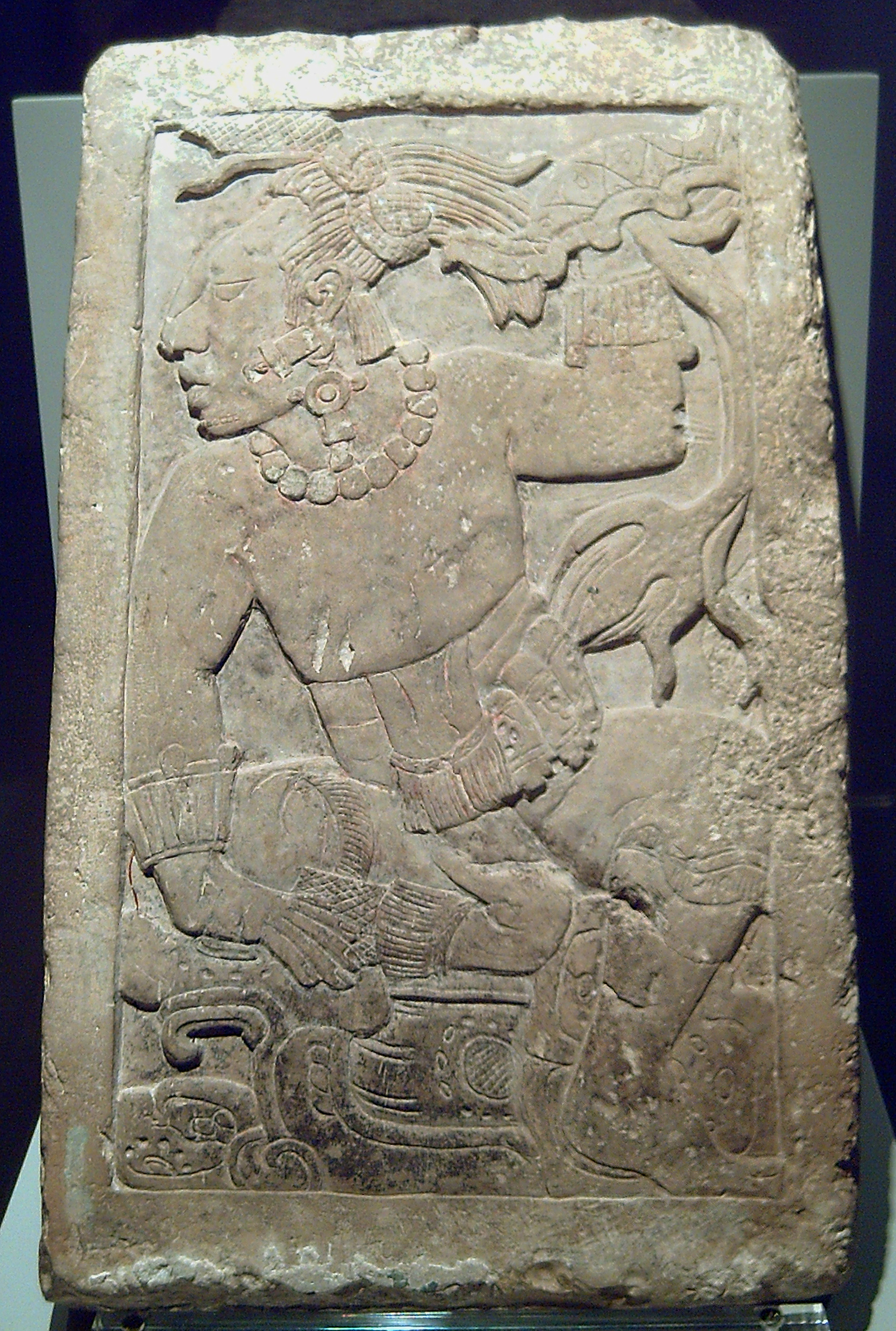
Stèle maya de Palenque connue sous le nom de Stèle de Madrid (es), Palenque, 600-800.
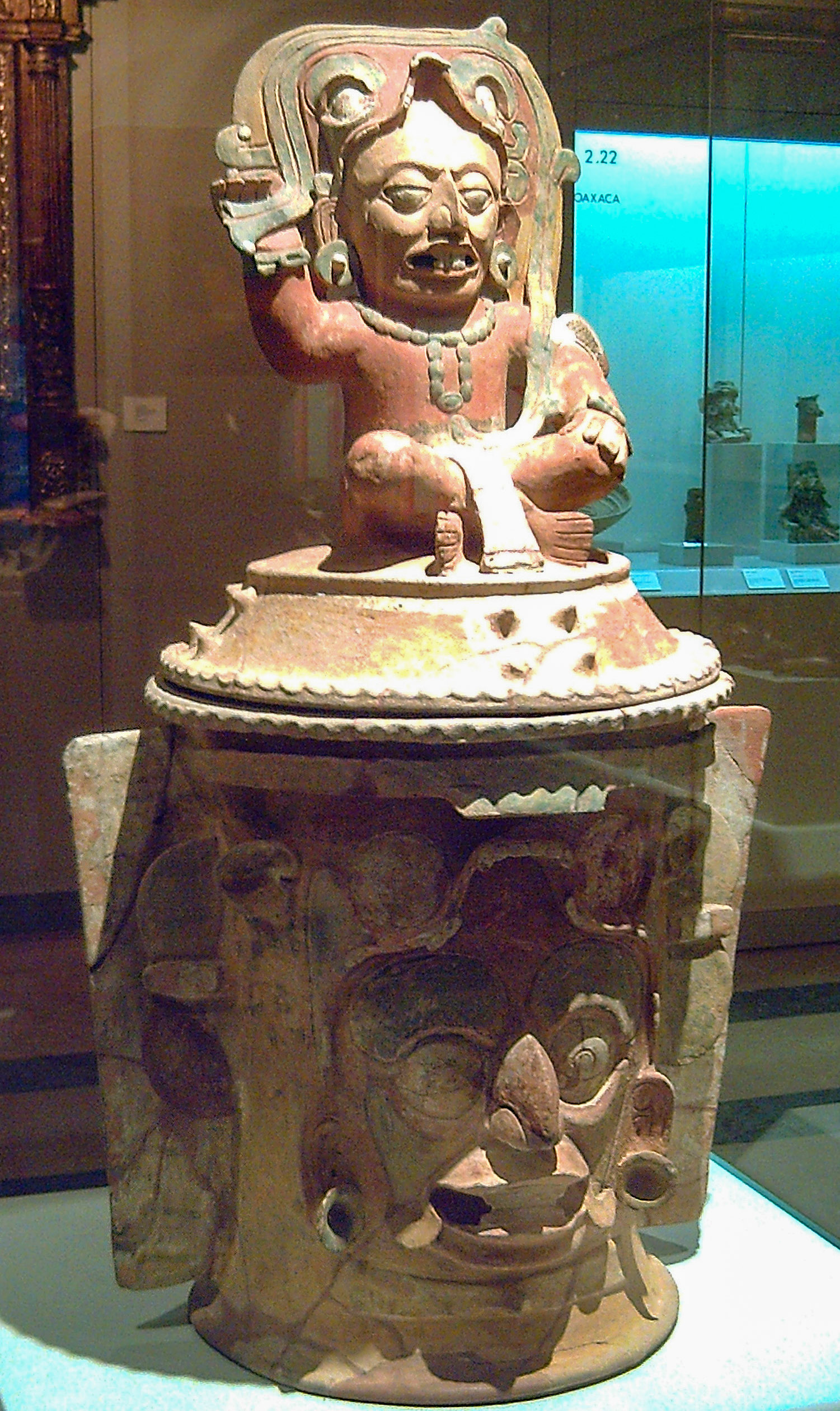
Urne funéraire maya représentant Kinich Ahau. Mexique, période classique tardive, 600-900
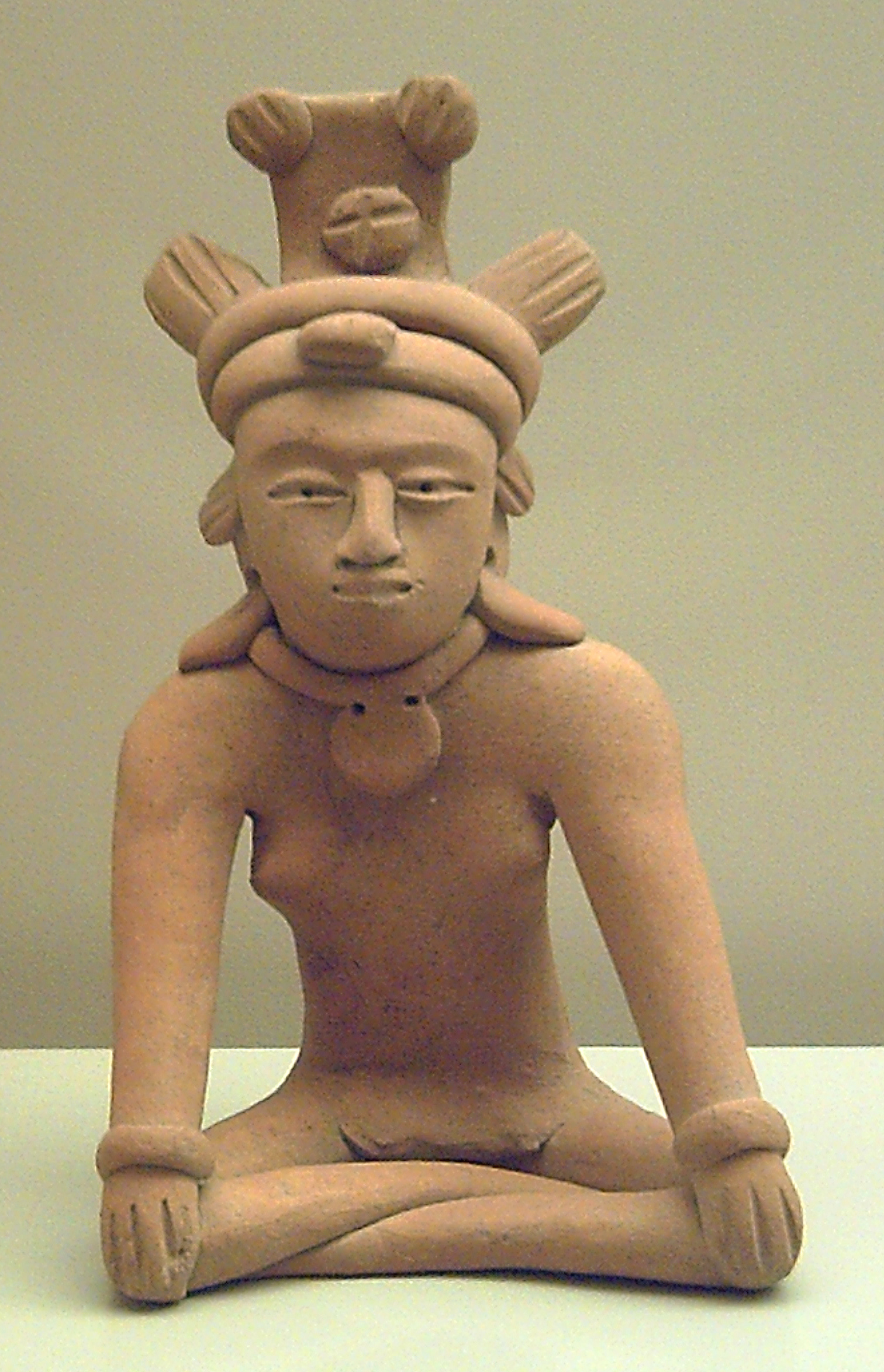
Figure féminine en céramique. Culture d'El Tajín, Mexique, 700-900 ap.JC
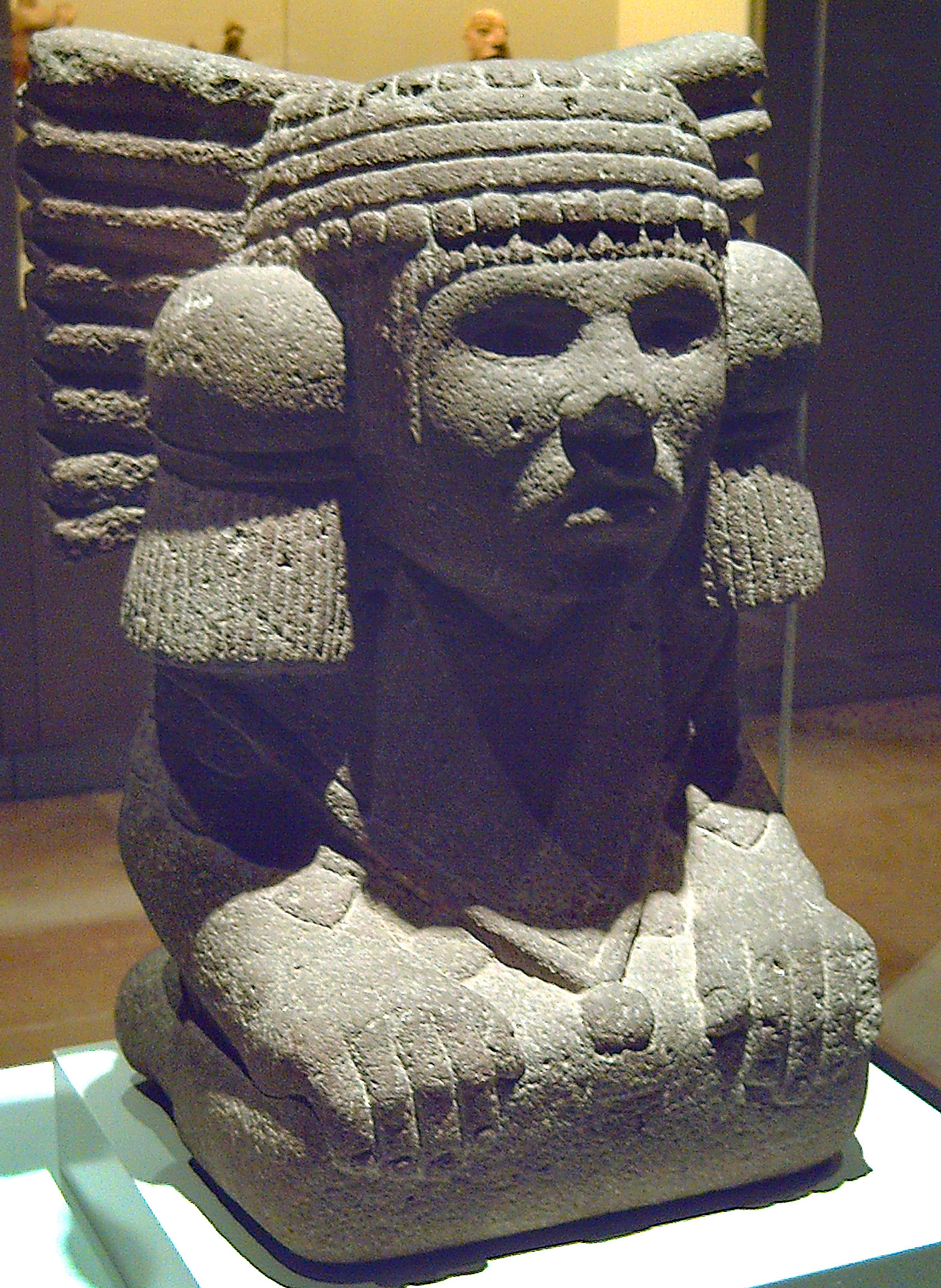
Statue en pierre de la déesse aztèque des eaux Chalchiuhtlicue. Culture aztèque, Mexique 1350-1521.

### Amérique centrale et Zone circum-caribéenne
La zone s'étend à travers le Nicaragua, le Costa Rica, le Panama, les Antilles et la bande côtière du Venezuela.

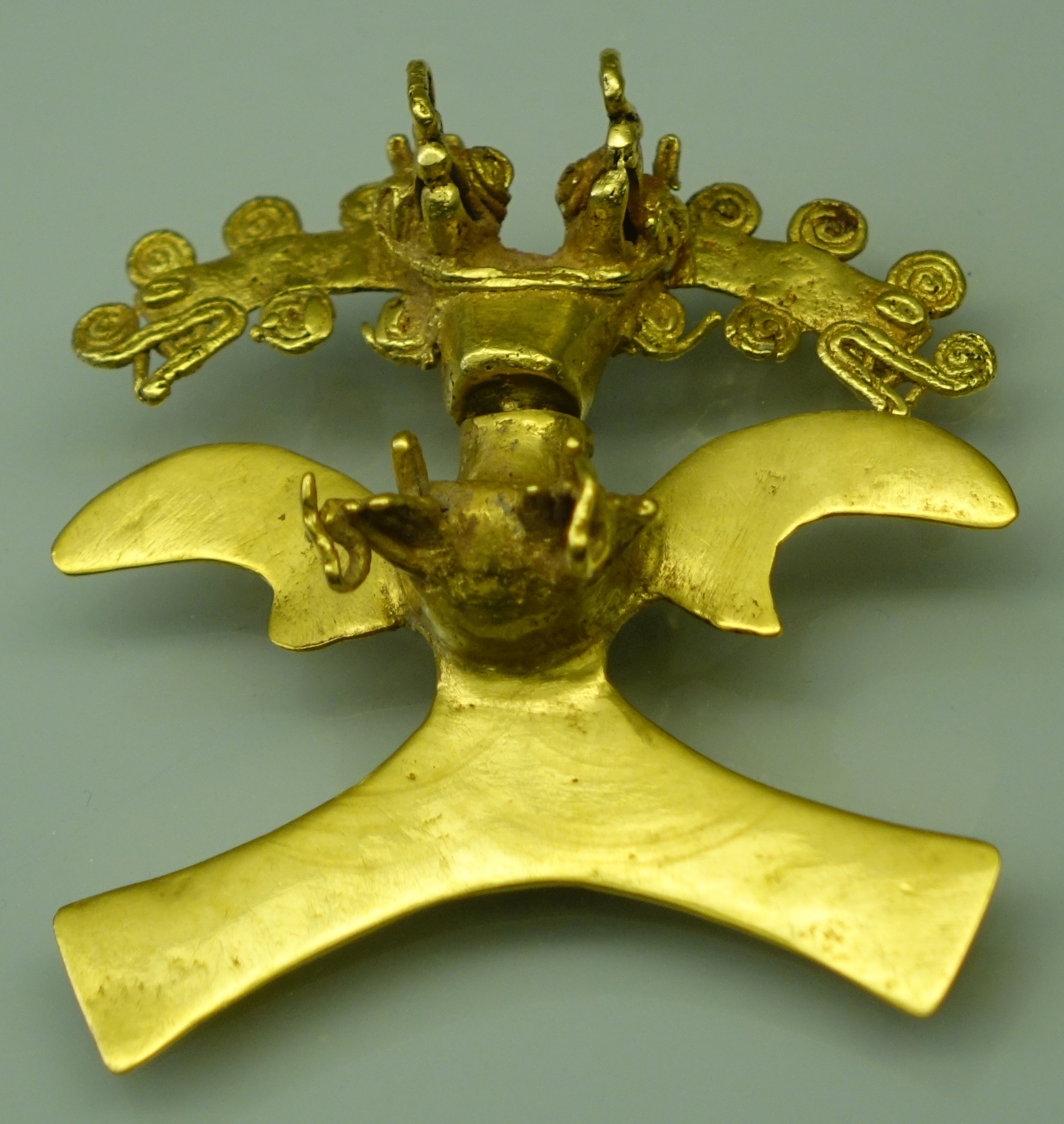
Pendentif en or. Diquís (es), Costa Rica, période V-VI (700-1500).

### Aire Nord-Andine
Elle comprend la Colombie et une grande partie de l'Équateur .
À la clôture de l'Exposition historico-américaine de 1892, commémorant le IVe centenaire de la Découverte, plusieurs États américains ont fait don d’objets précolombiens qui avaient participé à l'exposition. Parmi eux se distinguent les cent vingt-trois pièces du trésor des Quimbayas (es) , offertes par le gouvernement colombien en remerciement pour l'intermédiation de l'Espagne dans le conflit frontalier entre ce pays et le Venezuela, qui a abouti à une sentence arbitrale rendue par la reine régente María Cristina de Habsburg-Lorena, par laquelle les droits colombiens sur la rive gauche de l'Orénoque ont été reconnus. Selon les mots de Paz Cabello, cette collection de bijoux quimbaya « est unique et d'une valeur incalculable. C'est la plus important de toutes ceux qui existent dans le monde et même de loin supérieure à celle exposé au Musée de l'Or de Bogotá ». Les cultures de Colombie, San Agustín, Calima, Muisca, Sinú et Tairona sont également représentées. D'Équateur, on trouve des objets des cultures Bahía (en), Guangala, Jama-Coaque, Chorrera et Manteña, parmi eux l'une des soi-disant « chaises manteñas », traditionnellement considérées comme des trônes de cérémonie, mais en réalité  des réceptacles pouvant contenir des ballots funéraires avec les restes des ancêtres des chefs. On y trouve également des objets de Valdivia, l'une des premières cultures céramiques du continent, dont plusieurs figurines connues sous le nom de « Vénus de Valdivia », datées entre 4000 et 1450 av. J.-C.
De la zone frontalière entre les deux pays sont les cultures Tumaco-La Tolita — Tumaco en Colombie et La Tolita en Équateur — (VIIe-IV s. ap. JC), Nariño-Carchi — actuel département de Nariño en Colombie et province de Carchi en Équateur — (IXe-XVIe s.), et Tuncahuán, ou Piartal, qui s'est également développé entre Carchi et Nariño, du VIIIe au XIIIe s., également présentes dans la collection.

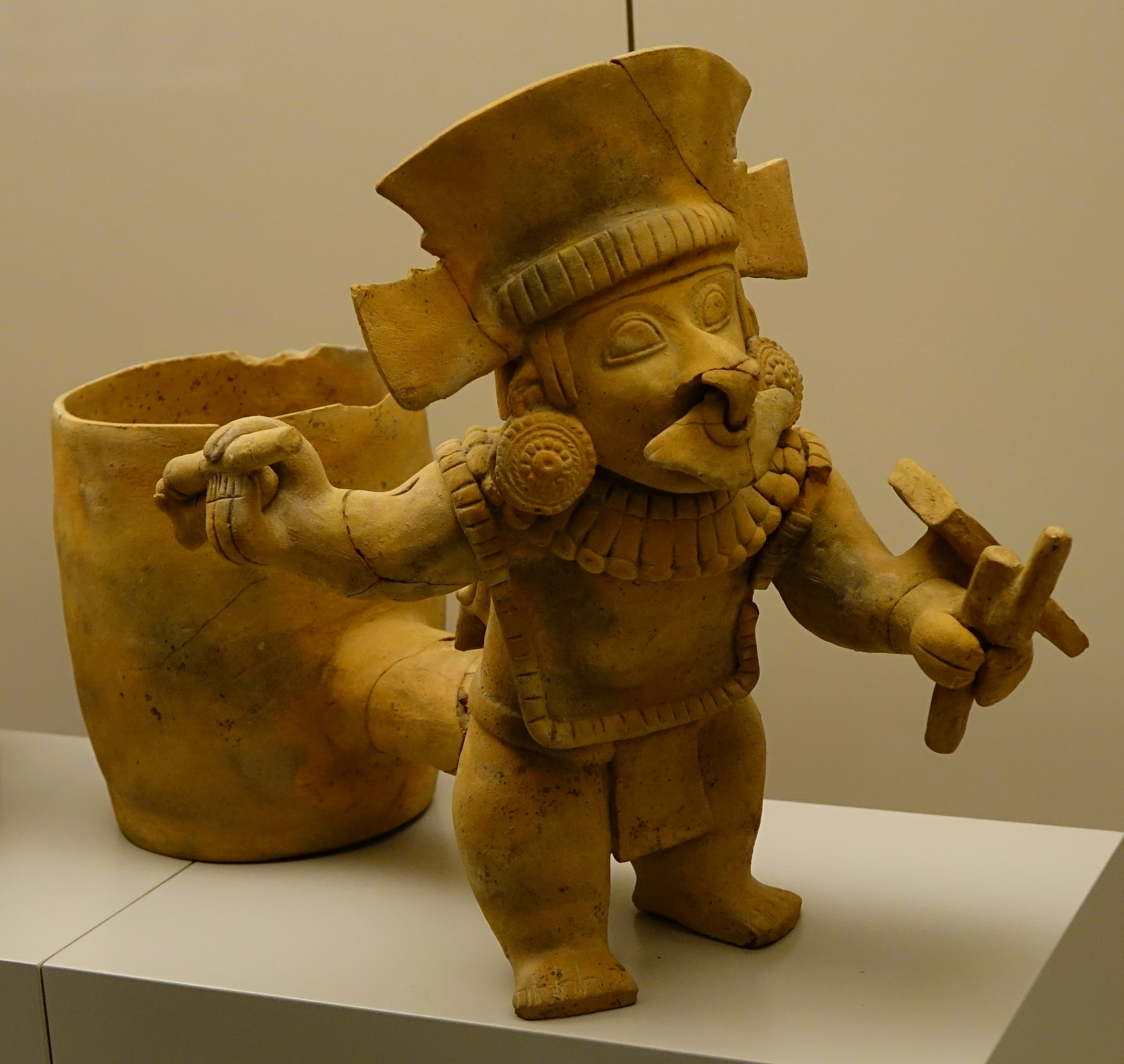
Vase à figure de guerrier. Jama-Coaque, 500 av. J.-C. à 500 apr. J.-C.
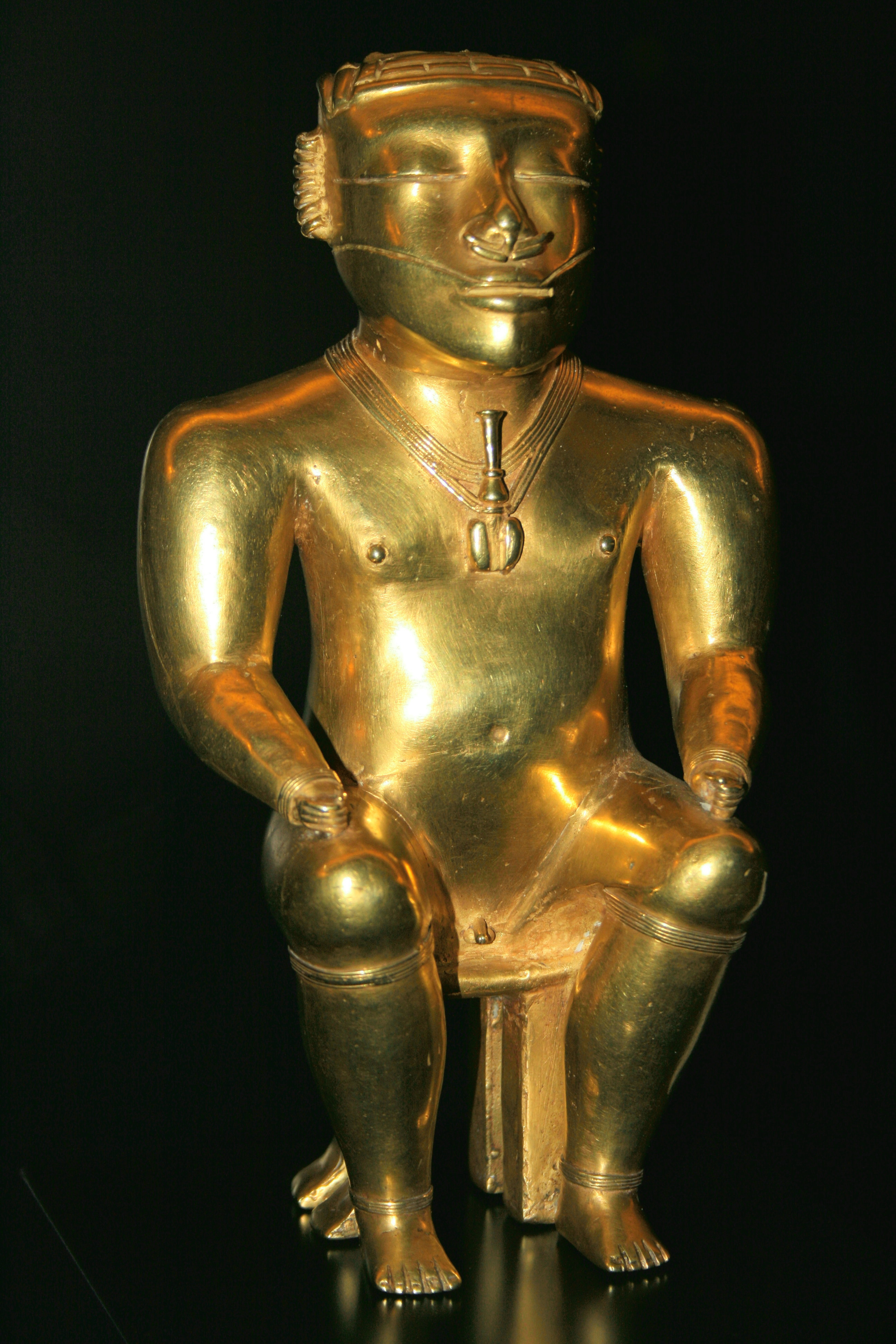
Statuette en or, Culture quimbaya, Colombie, 200-1000 ap. JC

### Zone andine centrale (Pérou ancien)
La collection inca se distingue comme l'une des plus remarquables du musée et l'une des meilleures au monde. Il s'agit principalement de la donation Juan Larrea qui en 1937 a donné sa collection, réunie en seulement deux mois lors de son séjour au Pérou et composée de cinq cent soixante-deux objets d'art précolombien, principalement inca, la plus complète de cette culture en dehors du continent américain. À cela s'ajoute la donation d'objets incas faite en 1920 par le péruvien Rafael Larco Herrera (fondateur du musée qui porte son nom à Lima), composé de cinq cent quatre-vingts récipients en argile, cinquante récipients en métal, des armes de bronze et deux momies avec des textiles,.
La collection de céramiques de Nazca se distingue également comme l'une des plus importantes existantes, en quantité - environ 1 200 pièces -, qualité et variété. Une autre pièce remarquable de la collection est la momie Paracas.

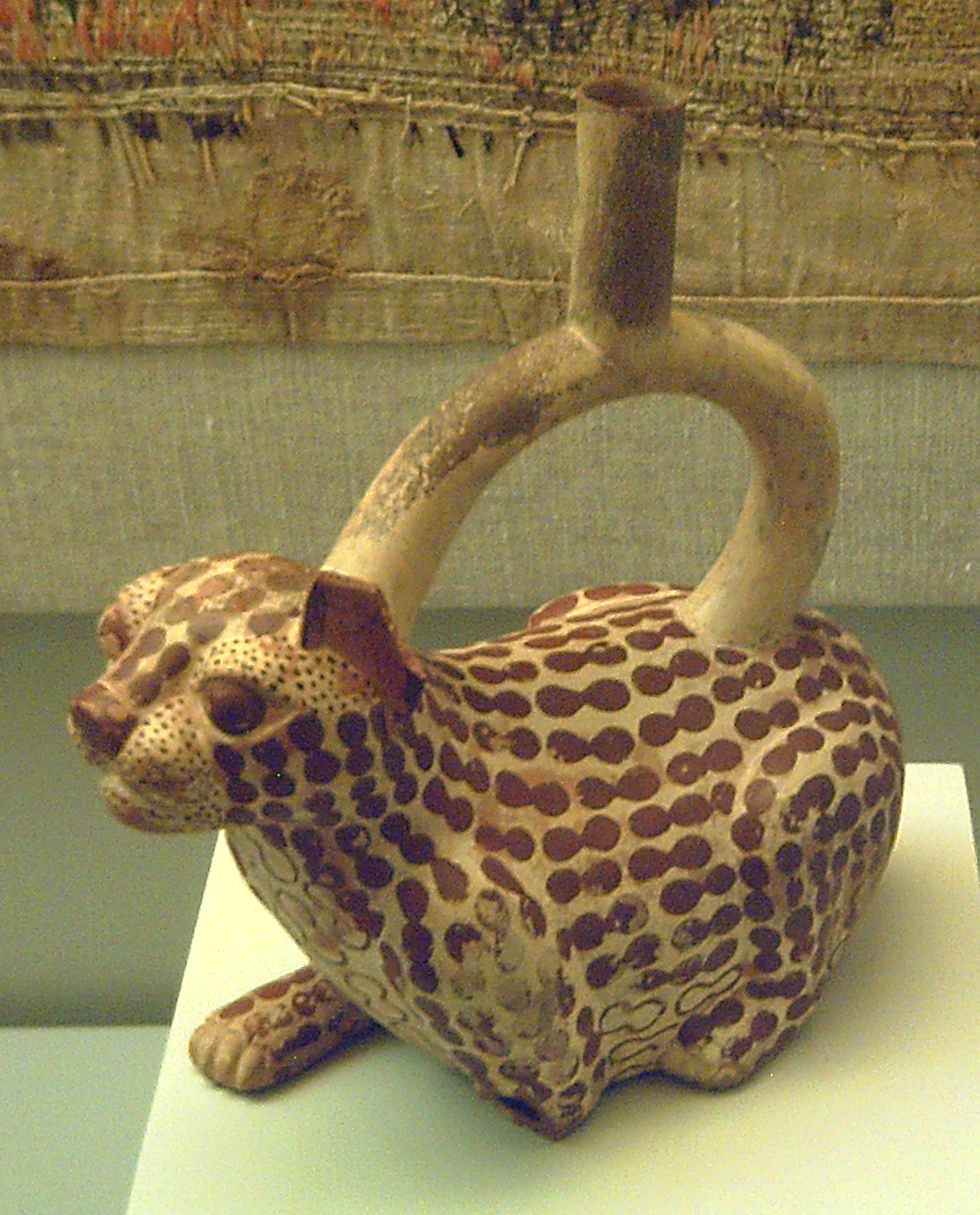
Aquamanile en céramique. Culture moche, Pérou, 100 av. J.-C. - 700 ap. JC
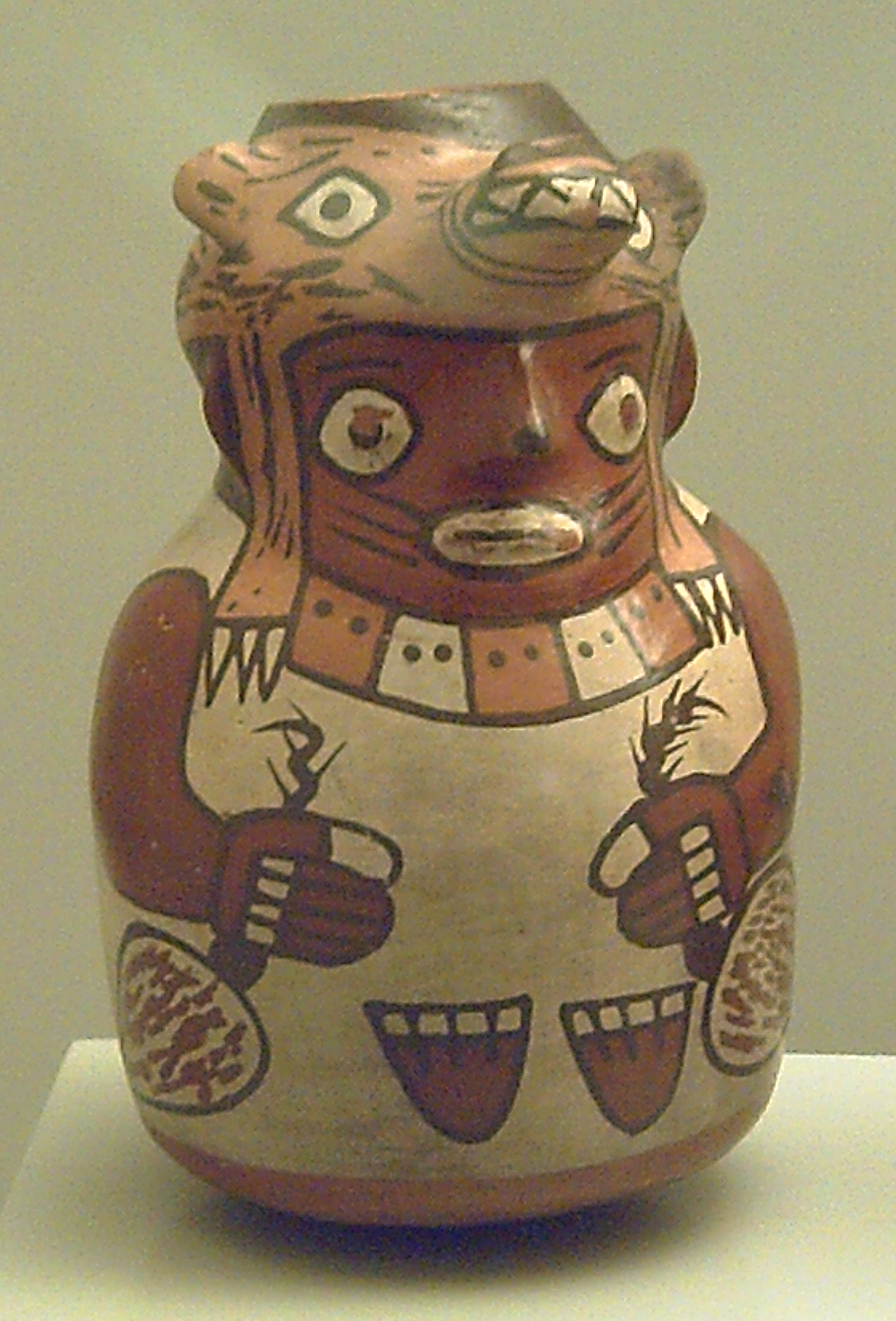
Vase nazca. Pérou, 100 av. J.-C. - 700 apr. J.-C.
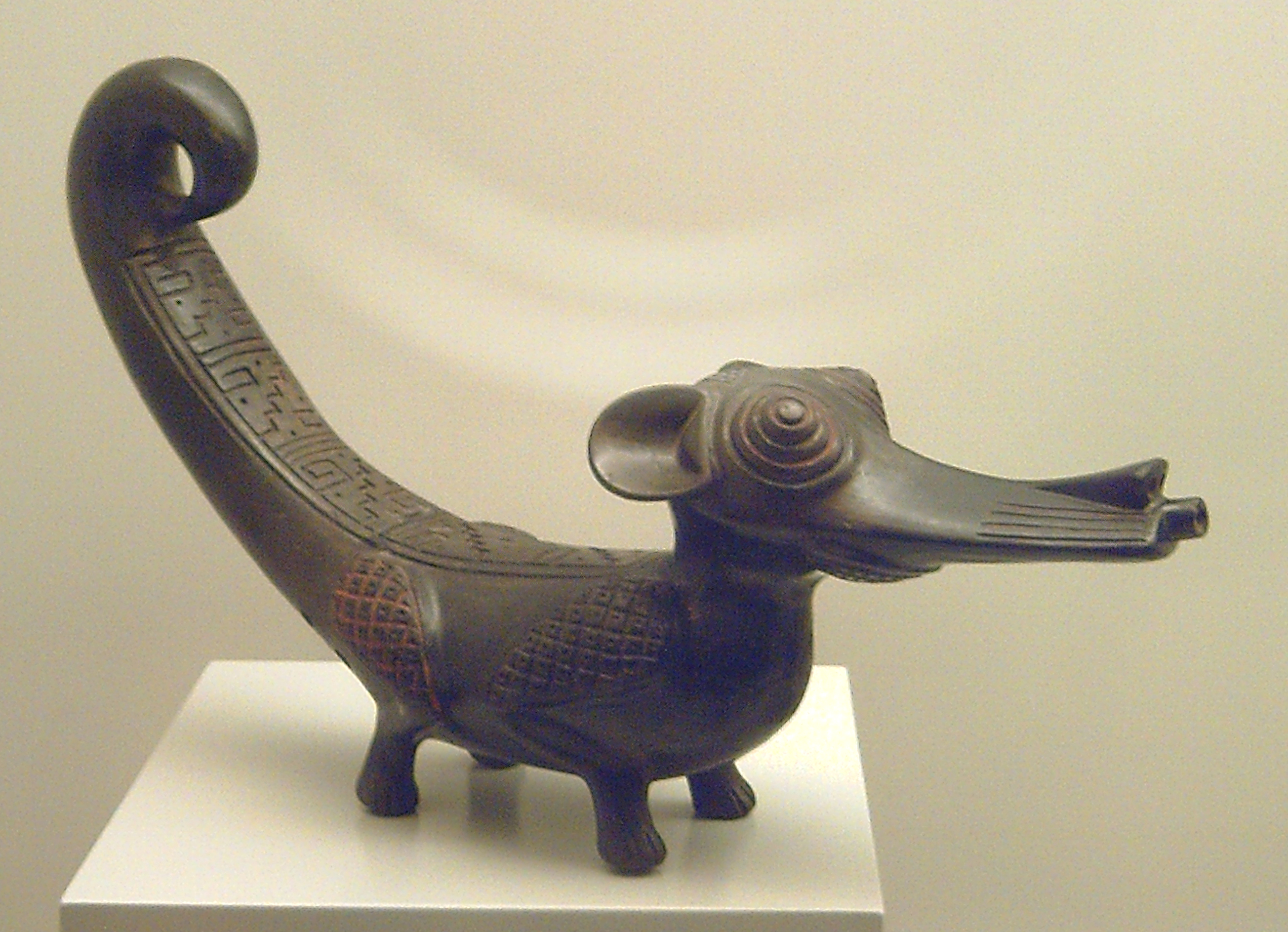
Récipient en céramique. Culture chimú, Pérou, 1400–1533 ap. JC
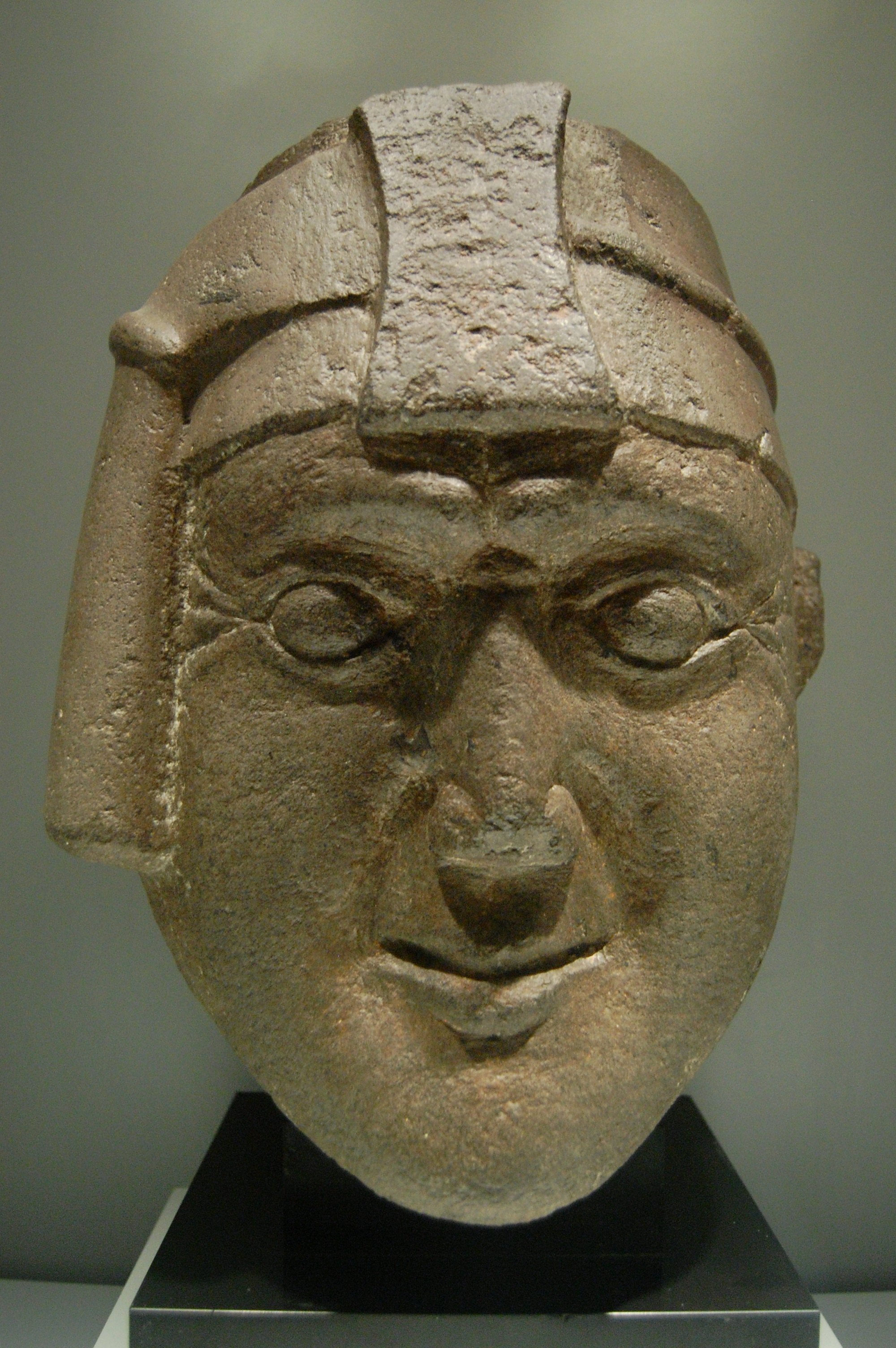
Tête dite de l’Inca Viracocha, 1400-1533.
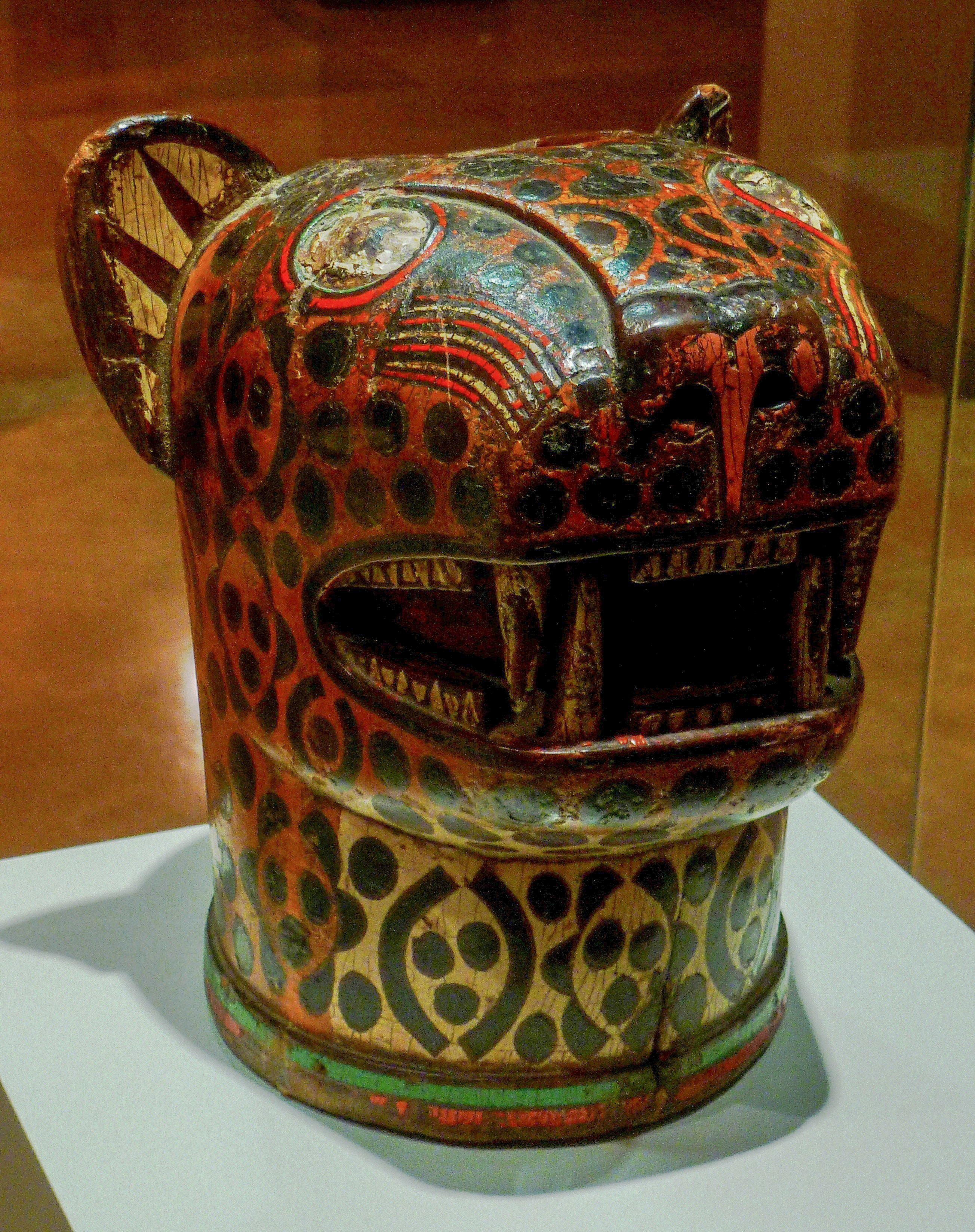
Kero en forme de tête de jaguar, en bois. Département de Cuzco, Pérou, 1532-1600, Inca colonial.

### Ethnographie
Parmi les objets collectés par les expéditions scientifiques espagnoles des XVIIIe et XIXe siècles figurent les collections indigènes de la côte nord-ouest des États-Unis et du Canada et un don de cent soixante-neuf dessins de l'expédition Malaspina menée en 1961 par Carlos Sanz, ainsi que des coiffes et ornements de plumes.

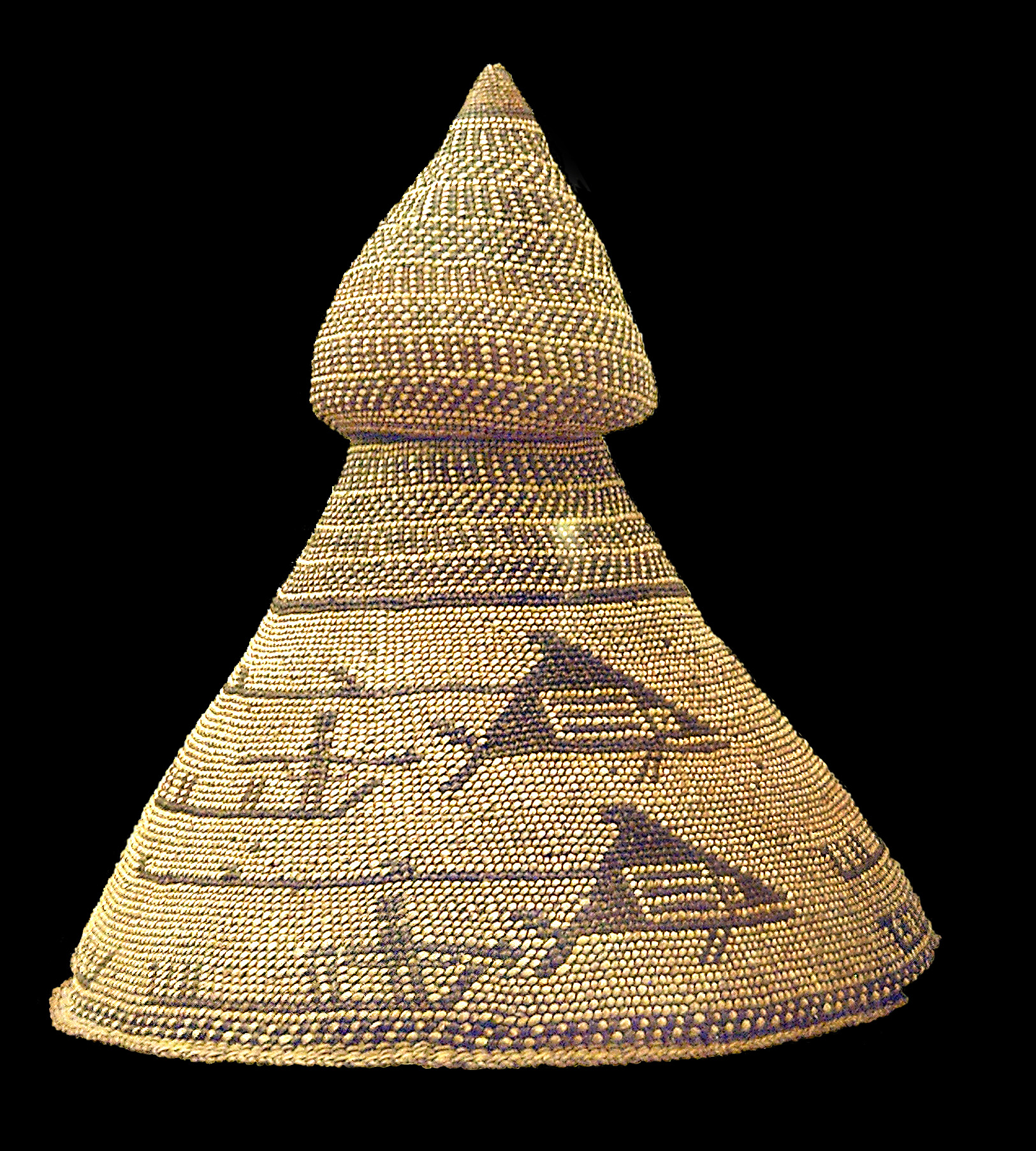
Chapeau de baleiniers nutka (aujourd'hui Colombie-Britannique, Canada), XVIIIe siècle, provenant d'expéditions scientifiques espagnoles.
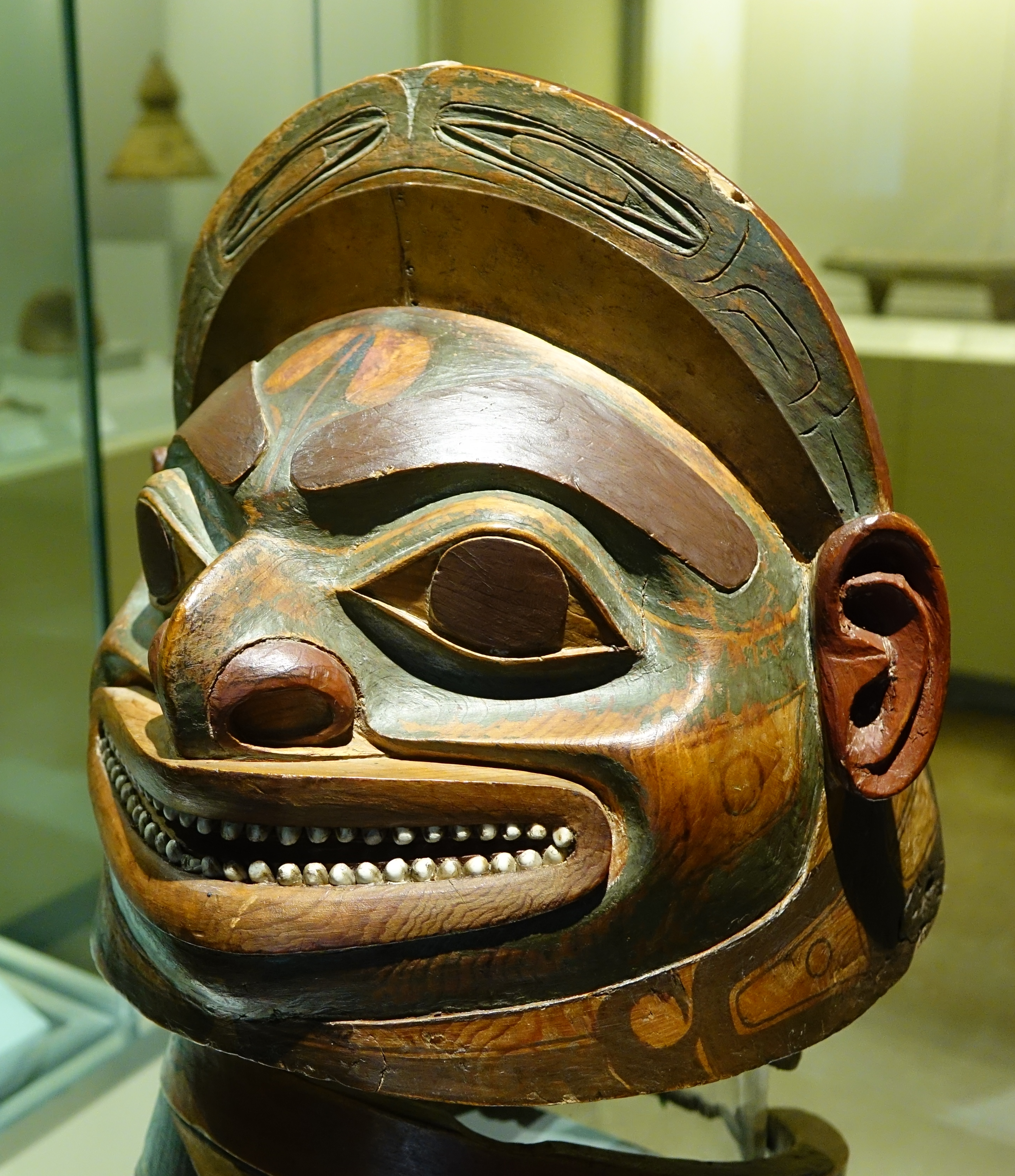
Casque et collier tlingits. Alaska, XVIIIe siècle[20].
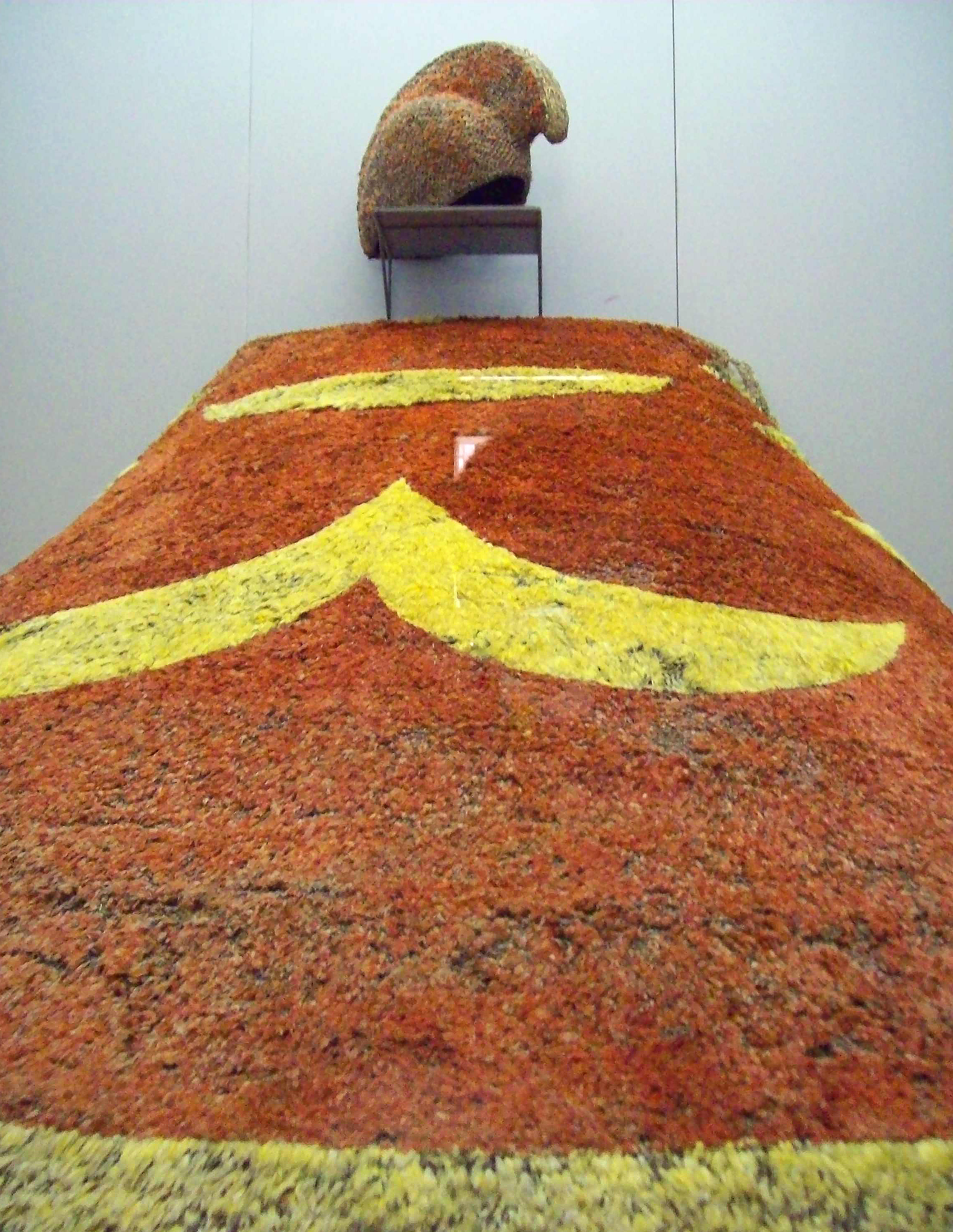
Chapeau de type « mahiole » et cape de type « 'ahu' ula » d'un prince hawaïen, XVIIIe siècle.
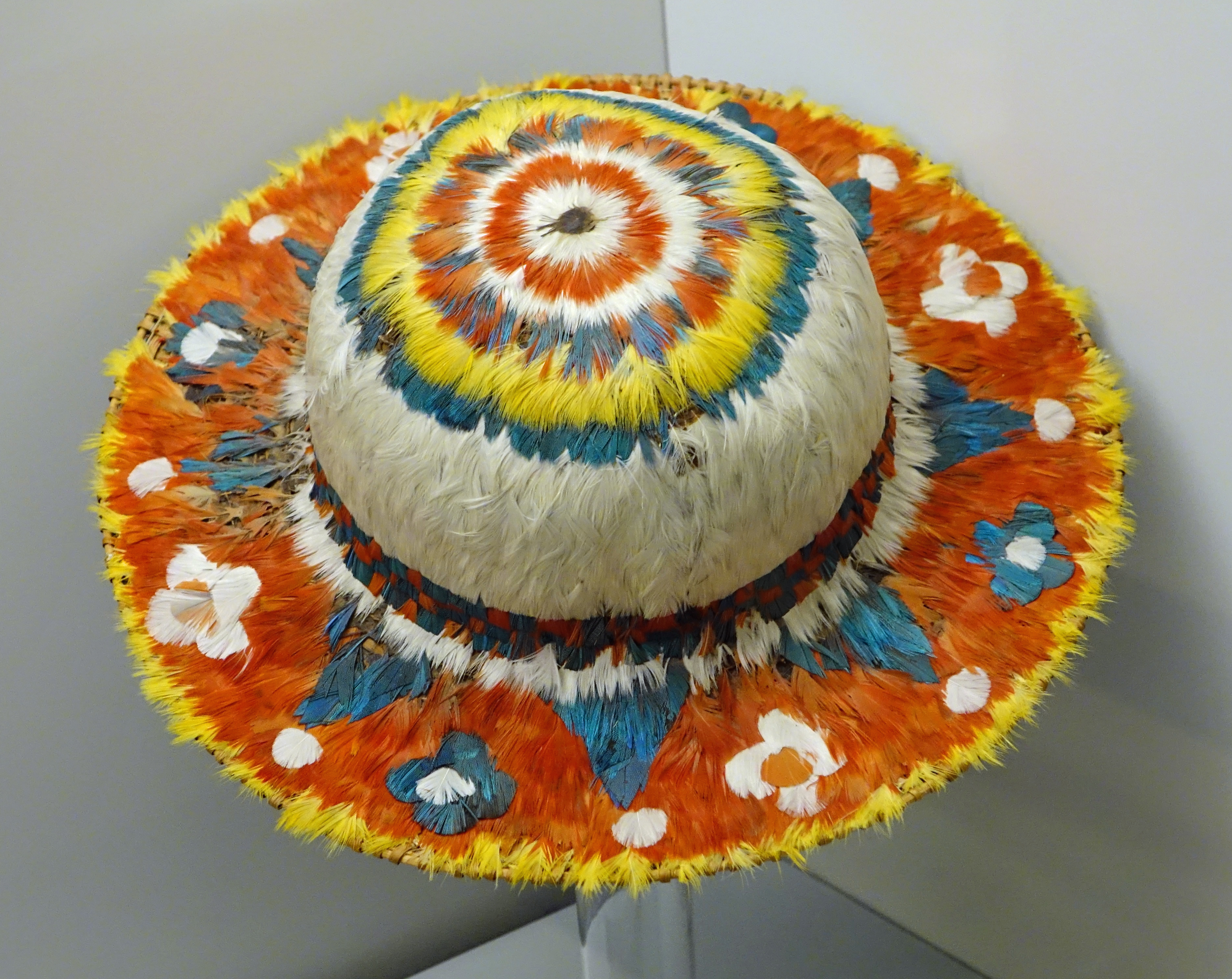
Chapeau de plumes cholón. Pérou, XVIIIe siècle, recueilli par l'expédition botanique de la vice-royauté du Pérou.
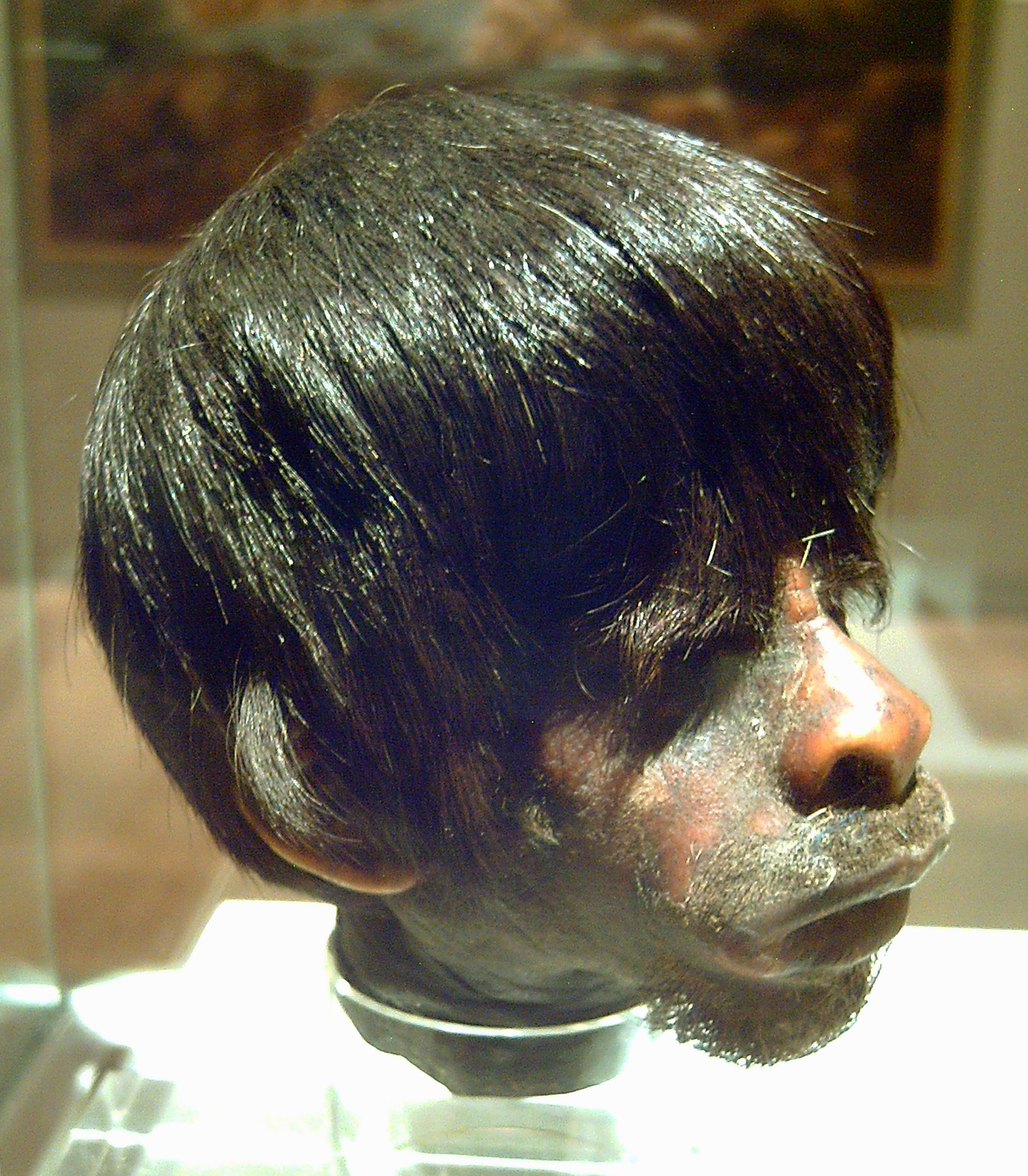
Tzantza, tête réduite des Shuars (Jivaros). Équateur, XIXe siècle.
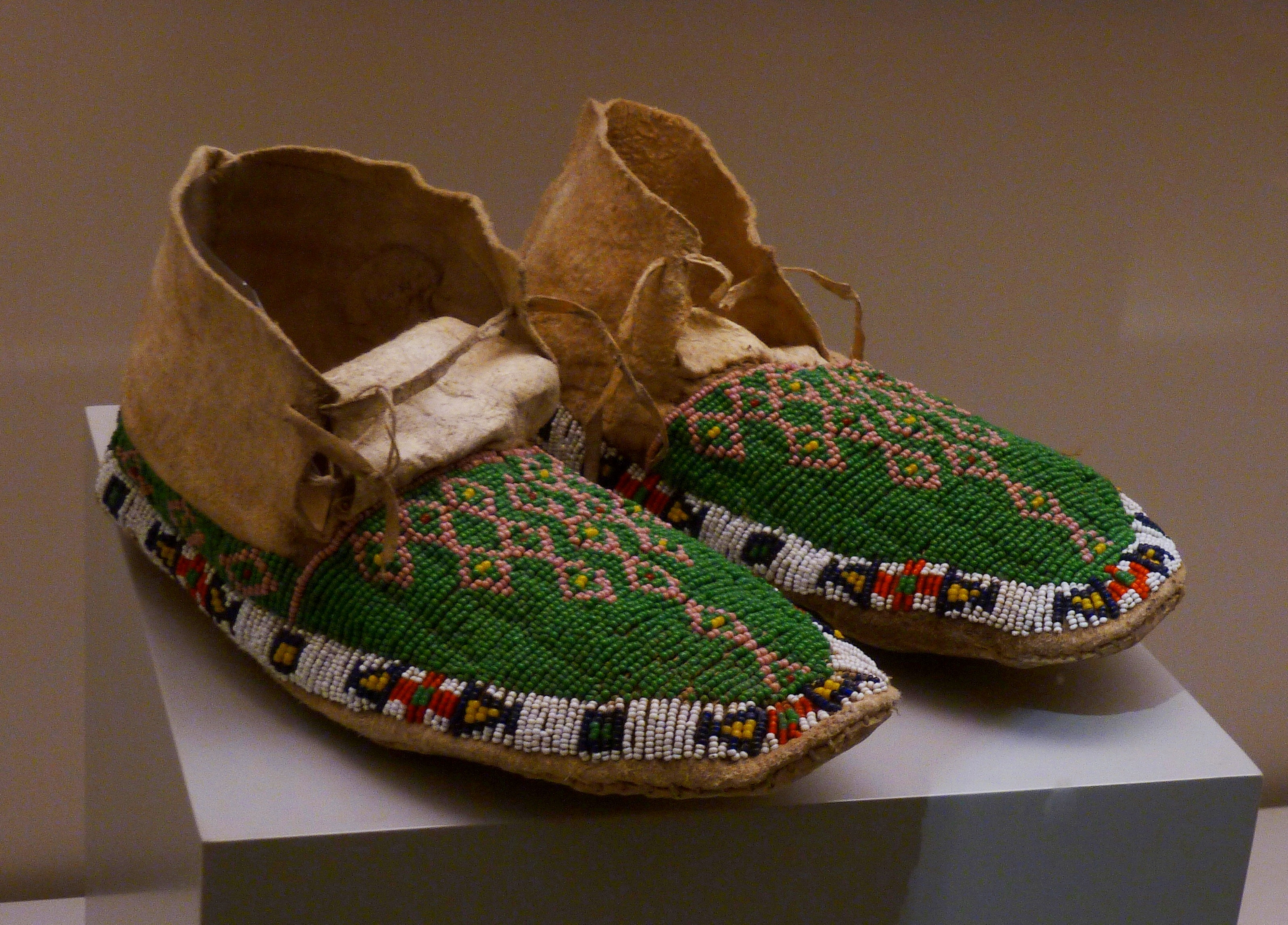
Mocassins cheyennes ou sioux. Cuir, tendons et perles de verre colorées. États-Unis, dernier quart du XIXe siècle.